# グローバルアジアホールディングス
グローバルアジアホールディングス株式会社（Global Asia Holdings Inc.）はネット広告事業等を行う会社。

## 会社概要
かつては製袋用ミシン糸(日本橋印)や網糸等の繊維関連製品の製造販売や不動産取引、食品卸を営んでいたが、経営不振に陥り、2005年3月期を境に事業内容を大幅に変更。外資による石油・ガス、金属・鉱山開発等の天然資源開発投資事業を事業の主力に置き、傘下の企業がアメリカ・ルイジアナ州での油田・ガス田開発を行っていた。2011年に社名を再度変更し、飲食店経営など食品事業を事業の主力としたが、2013年度以降は子会社の株式会社テクノメディアが営むデジタルメディア&マーケティング事業が売上高の過半数を占める。
2014年3月期の連結売上構成比は、食品事業17.8%、デジタルメディア&マーケティング事業82.2%となっている。

### 経営不振から外資系商社へ
1990年代に入り、不振の繊維事業以外の事業が模索され、ゴルフ会員権販売代理店などを行うとともに、金融業への進出も計画された。
1999年当時は東京相和銀行が実質的な筆頭株主であり、持ち合いとして1999年2月に東京相和銀行の第三者割当増資740万7000株（1株270円、19億9989万円相当）を引き受けたが、同年6月に同行に金融監督庁による自己資本比率についての早期是正措置が発動され株価が暴落、6月7日には1株75円となり大幅な評価損が発生した。これらの影響もあり1999年9月の中間決算で12億4900万円の債務超過となった。
この債務超過が発生した頃から経営陣の交代が相次ぐなどの時期があり、2005年6月に開催された株主総会で外国資本主導で天然資源開発事業を主力とする会社として再起を図ることが明らかとなった。2006年3月末現在の外国人株主比率は60.77%、8名の取締役の半数は外国人と、実質的な外資系商社となっている。

### 株式市場における取引
2002年7月15日に発行済株式数の3倍の2億4000万株の新株予約権を発行。同年8月にはジャスダックでの売買高トップとなる日が連続するなどの事態が生じた。
2005年1月には同日付けで『社長交代』と『社長交代は無効』と相反するプレスリリースを発表するなどしたため、情報開示が混乱していると見なされ同年2月3日から、『情報開示体制の適正性について疑義がある』としてジャスダックでは監理ポストに割り当てられた。また、監理ポスト割当と同時期に株式が投機対象となることもあり、監理ポスト割当時の株価が10円台であったものが2006年1月には290円以上に急騰するなどしている。
2006年12月現在、情報開示体制とコンプライアンス体制の強化に努め監理ポストから解除されるように努力していると表明している。
2007年12月、監理ポストから通常ポストに復帰。
2012年6月、内部管理体制の不備により不適切な会計処理を行ったとして、特設注意市場銘柄に指定された。

### 度重なる社長の交替
2011年6月より社長に就任していた菊地博紀に対し、2014年1月15日取締役会は代表取締役解任を決議、後任に松本純を選任した。既存事業とは関連のない新規案件に対する進出につい て複数回提案を行う菊地に対し、現在の事業に注力して内部管理体制を整備するためとしている。
しかし2014年6月、同月開催される定時株主総会と取締役会の承認を経て代表取締役として山本明彦（新任取締役）を選任する旨の発表を行う。6月27日の定時株主総会で会社側は山本の取締役選任を含む議案を提案したが、実質大株主となっていたシャンハイ・ヒュージリーフ・インベストメンツ等は瀋培今ほかを取締役とする修正提案を行い、株主側は委任を含め過半数の議決権を得ていたため修正提案が可決された。そして取締役会により、瀋培今が代表取締役社長、菊地博紀が代表取締役副社長に選任された。この株主総会は混乱を呈し、一時は会社側の取締役選任議案が可決され、山本が代表取締役に就任した旨のプレスリリースが発行されたほどであった。
主力事業となっていた子会社テクノメディアは、2014年10月～11月にかけて代表取締役と全従業員が退職し、事業停止状態に陥った。
2015年6月30日、債務超過等の理由で上場廃止にかかる猶予期間入りとなった。
2015年8月11日、特設注意市場銘柄指定後3年目の審査においても、なお内部管理体制等に問題があるとして、有価証券上場規程第604条の2第1項第3号（2013年8月9日改正前の有価証券上場規程等が適用）により整理銘柄へ指定され、同年9月12日付で上場廃止となった。特設注意市場銘柄に指定され、かつ内部管理体制確認書を提出した企業の上場廃止は、同年5月29日上場廃止の京王ズホールディングスに次いで2社目となった。

## 元社長の逮捕
2016年3月8日、債務超過を隠すため、架空の資産を計上するなどして粉飾決算を行ったとして、金融商品取引法違反（有価証券報告書の虚偽記載）容疑で、菊地元社長が逮捕された。

## 沿革
- 1929年（昭和4年） 漁網糸・縫糸の製造販売業として創業。
- 1947年（昭和22年）9月 豊国糸業株式会社として設立。
- 1951年（昭和26年）2月 織布事業に進出。
- 1952年（昭和27年）4月 石井商事株式会社を合併し豊国産業株式会社に改称。
- 1963年（昭和38年）6月 株式を店頭登録（現・ジャスダック）。
- 1964年（昭和39年）4月 靴下製造に進出。（1973年に撤退）
- 1972年（昭和47年）6月 ニット製造に進出。（1991年に撤退）
- 2000年（平成12年）10月 株式会社アイビーダイワに改名。
- 2005年（平成17年）6月 資源開発投資事業へ進出。
- 2008年（平成20年）3月 ウラン事業へ進出。(資本参加）
- 2010年（平成22年） 4月 祖業である、繊維事業から撤退。当社経営陣が株式会社ホーコクを設立、加須工場及び大阪事務所の業務を各工場長へ譲渡。
- 2010年（平成22年）10月 子会社ハミングステージを介してスーパーマーケット事業に進出。[13]
- 2011年（平成23年）1月 天然資源開発投資事業の廃止を決定。
- 2011年（平成23年）9月1日 株式会社プリンシバル・コーポレーションに改名。飲食店運営事業・店舗支援システム事業・LED照明機器販売事業を開始。
- 2012年（平成24年）6月 東京証券取引所から特設注意市場銘柄の指定を受ける。
- 2012年（平成24年）11月 アメリカ・ルイジアナ州での油田・ガス田開発の権利を売却。天然資源開発投資事業から完全撤退。
- 2013年（平成25年）3月 子会社ハミングステージの運営するスーパーマーケット全5店舗をマルダイに事業譲渡。[14]
- 2013年（平成25年）4月 テクノメディアを子会社化し、デジタルメディア&マーケティング事業を開始。
- 2013年（平成25年）7月 ハミングステージの全株式を譲渡。
- 2014年（平成26年）9月 グローバルアジアホールディングス株式会社に改名。
- 2015年（平成27年）9月 内部管理体制等に問題があるとして上場廃止。本社所在地を東京都港区から東京都中央区へ移転。
- 2017年（平成29年）3月 資本金を5000万円に減資。
- 2017年（平成29年）9月 本店所在地を東京都港区から東京都中央区へ移転。

## 連結子会社
- テクノメディア（100％子会社）
- ベジスタ（100％子会社）